# Gmina Brudzeń Duży
Die Gmina Brudzeń Duży ist eine Landgemeinde im Powiat Płocki der Woiwodschaft Masowien, Polen. Ihr Sitz ist das gleichnamige Dorf.

## Gliederung
Zur Landgemeinde Brudzeń Duży gehören 32 Ortschaften mit einem Schulzenamt:
Bądkowo Kościelne
Bądkowo-Rochny
Bądkowo-Rumunki
Brudzeń Duży (dt.: Gründen (1943–1945))
Brudzeń Mały
Cegielnia
Główina
Gorzechowo
Karwosieki-Cholewice
Karwosieki-Noskowice
Kłobukowo-Patrze
Krzyżanowo
Lasotki
Murzynowo
Myśliborzyce
Nowe Karwosieki
Parzeń
Rembielin
Rokicie
Rokicie I
Siecień (dt.: Nelzen (1943–1945))
Siecień-Rumunki
Sikórz (dt.: Meisenfeld (1943–1945))
Sobowo Siecień (dt.: Hintenberg (1943–1945))
Strupczewo Duże
Suchodół
Turza Mała
Turza Wielka
Uniejewo
Więcławice
Winnica
Żerniki
Weitere Orte der Gemeinde sind:
Bądkowo Jeziorne
Bądkowo-Podlasie
Biskupice
Cierszewo
Izabelin
Janoszyce
Łukoszyno-Borki
Parzeń-Janówek
Radotki
Robertowo
Wincentowo
Zdziembórz